# Caleb Porter
 Caleb Porter (* 18. Februar 1975 in Tacoma, Washington) ist ein ehemaliger US-amerikanischer Fußballspieler und heutiger Trainer.

## Spielerkarriere
Von 1994 bis 1997 besuchte er die Indiana University in Bloomington, Indiana. Dort spielte er College Soccer für die Indiana Hoosiers. 1997 schloss er das College mit einem Abschluss in Sport Management ab.
Über den MLS College Draft 1998 kam er zu den San Jose Clash und war aber erst ab der Saison 1999 spielberechtigt. In dieser Saison war er viermal auf dem Platz. Aufgrund schlechter Leistungen wurde er während der Saison an die Sacramento Geckos, die in der damaligen A-League spielten, verliehen. Im Juni 1999 wurde er von Clash freigestellt.
Bereits einen Monat später kehrte Porter in die Major League Soccer zurück und gehört zu den Tampa Bay Mutiny. Aufgrund vieler Verletzungen, gerade am Knie, musste er seine Karriere als Fußballspieler am 30. Juni 2000 beenden.

## Trainerkarriere
2000 kehrte er an die Indiana University zurück und wurde Assistenztrainer der Fußballmannschaft des Colleges. Nachdem im Dezember 2005 der bisherige Trainer der College Mannschaft der University of Akron gegangen war, übernahm Porter das Traineramt. In den kommenden Jahren gewann er mit der Mannschaft zweimal die Mid-American Conference und wurde 2007 zum Trainer des Jahres ernannt. 2010 konnte er mit den Zips die NCAA Division I Men’s Soccer Championship gewinnen. In den kommenden Jahren wurde Porter immer wieder als Trainer des Jahres ausgezeichnet (2007 bis 2012).
Am 20. Oktober 2011 wurde er, parallel zu seiner Tätigkeit in Akron, Trainer der U-23 Nationalmannschaft der USA. Er sollte die Mannschaft zu den Olympischen Sommerspielen 2012 in London führen. Im CONCACAF Qualifikationsturnier im März 2012 konnte sich die USA allerdings nicht durchsetzen und somit nicht für Olympia qualifizieren.
Am 29. August 2012 wurde bekannt, dass Porter neuer Trainer der Portland Timbers in der Major League Soccer wird. Gleich in seiner ersten Saison führte er die Timbers 2013 zum Gewinn der Western Conference in der Regular Season. Er wurde zum Trainer des Jahres ernannt. 2014 durfte er die MLS Auswahlmannschaft im MLS All-Star Game gegen Bayern München als Trainer führen.
Am 16. November 2017 trennten sich Porter und die Portland Timbers einvernehmlich.
Am 4. Januar 2019 übernahm Porter die freie Trainerstelle bei der Columbus Crew.

## Auszeichnungen
- Mid-American Conference Men’s Soccer Coach of the Year

2007, 2008, 2009, 2010, 2011, 2012
- MLS Coach of the Year

2013